# Linyphia peruana
Linyphia peruana är en spindelart som först beskrevs av Eugen von Keyserling 1886.  Linyphia peruana ingår i släktet Linyphia och familjen täckvävarspindlar.
Artens utbredningsområde är Peru. Inga underarter finns listade i Catalogue of Life.